# 123 (liczba)
123 (sto dwadzieścia trzy) – liczba naturalna następująca po 122 i poprzedzająca 124.

## W matematyce
- 123 jest liczbą niebędącą rozwiązaniem funkcji Eulera (ang. nontotient)[1]
- 123 jest liczbą Lucasa[2]
- 123 jest palindromem liczbowym, czyli może być czytana w obu kierunkach, w pozycyjnym systemie liczbowym o bazie 6 (323)
- 123 należy do pięciu trójek pitagorejskich (27, 120, 123), (123, 164, 205), (123, 836, 845), (123, 2520, 2523), (123, 7564, 7565).

## W nauce
- galaktyka NGC 123
- planetoida (123) Brunhild
- kometa krótkookresowa 123P/West-Hartley

## W kalendarzu
123. dniem w roku jest 3 maja (w latach przestępnych jest to 2 maja). Zobacz też co wydarzyło się w roku 123, oraz w roku 123 p.n.e.

## W Biblii
- 123 lata żył arcykapłan Aaron (zmarł na górze Hor) (Lb 33,39).